# Бродвеј (Северна Каролина)
Бродвеј (енгл. Broadway) град је у америчкој савезној држави Северна Каролина.

## Демографија
По попису из 2010. године број становника је 1.229, што је 214 (21,1%) становника више него 2000. године.
| Група             | 2000.       | 2010.       |
| Белци             | 904 (89,1%) | 941 (76,6%) |
| Афроамериканци    | 86 (8,5%)   | 125 (10,2%) |
| Азијати           | 0 (0,0%)    | 14 (1,1%)   |
| Хиспаноамериканци | 15 (1,5%)   | 122 (9,9%)  |
| Укупно            | 1.015       | 1.229       |